# 沼ノ上駅

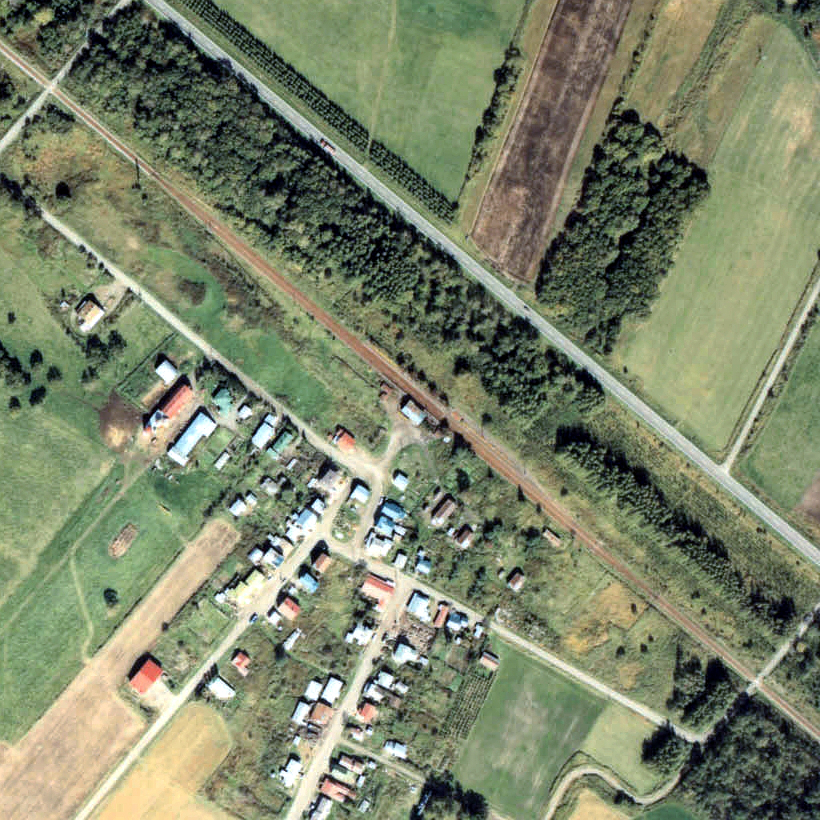
1978年の沼ノ上駅と周囲約500m範囲。右下が遠軽方面。無人化直前の姿。相対式ホーム2面2線。駅舎横の貨物ホームは既に使用されておらず、引込み線は撤去されている。

沼ノ上駅（ぬまのうええき）は、北海道（網走支庁）紋別市沼の上にかつて設置されていた、北海道旅客鉄道（JR北海道）名寄本線の駅（廃駅）である。事務管理コードは▲122121。

## 歴史
- 1921年（大正10年）3月25日 - 鉄道省名寄東線の中湧別 - 興部間の開通に伴い開業[1]。一般駅[1]。
- 1923年（大正12年）11月5日 - 路線名を名寄本線に改称し、それに伴い同線の駅となる。
- 1949年（昭和24年）6月1日 - 日本国有鉄道に移管。
- 1974年（昭和49年）10月1日 - 貨物の取り扱いを廃止[1]。
- 1978年（昭和53年）12月1日 - 荷物の取り扱いを廃止し[1][3]、同時に無人駅化[4]。
- 1987年（昭和62年）4月1日 - 国鉄分割民営化により、JR北海道に継承[1]。
- 1989年（平成元年）5月1日 - 名寄本線の全線廃止に伴い、廃駅となる[1]。

### 駅名の由来
所在地名より。当地がコムケ湖とシブノツナイ湖の2つの沼が望める高台であることに由来する。

## 駅構造
廃止時点で、単式ホーム1面1線を有する地上駅であった。ホームは、線路の南西側（遠軽方面に向かって右手側）に存在した。かつては相対式ホーム2面2線を有する、列車交換可能な交換駅であった。1983年（昭和58年）時点では、使われなくなった対向ホーム側の1線は、交換設備運用廃止後も遠軽方の転轍機は維持され側線として残っていた。ホーム前後の線路は、転轍機の名残で湾曲していた。
無人駅となっており、有人駅時代の駅舎は改築され、中名寄駅などと同型のプレハブ駅舎となっていた。駅舎は構内の南西側に位置し、ホームに接していた。

## 利用状況
乗車人員の推移は以下のとおり。年間の値のみ判明している年については、当該年度の日数で除した値を括弧書きで1日平均欄に示す。乗降人員のみが判明している場合は、1/2した値を括弧書きで記した。
| 年度               | 乗車人員 | 乗車人員 | 出典  | 備考 |
| 年度               | 年間     | 1日平均  | 出典  | 備考 |
| ------------------ | -------- | -------- | ----- | ---- |
| 1978年（昭和53年） |          | 63       | [ 8 ] |      |

## 駅周辺
- 国道238号（オホーツク国道）[9]
- 沼ノ上郵便局
- 紋別市立沼ノ上小学校
- 旧紋別空港 - 駅の北[9]。
- コムケ湖 - 駅の北西[9]。
- シブノツナイ湖 - 駅から東に約2.3km[7]。
- シブノツナイ川[9]
- 北海道北見バス・北紋バス「沼の上」停留所

## 駅跡
2001年（平成13年）時点では雑木林の中にホームが崩れかけた状態で残存し、ホーム上には駅名標も残存していたが、2003年（平成15年）に紋別市が公園として整備した。2011年（平成23年）時点では駅名標はレプリカに変わり、ホームも修復の上アスファルト舗装されていた。
また、2011年（平成23年）時点ではシブノツナイ湖に注ぐ小さな沢に架橋されている鉄骨ガーダー橋が残存していた。

## 隣の駅
北海道旅客鉄道
名寄本線
弘道駅 - 沼ノ上駅 - 旭駅